# John Condon
John Condon (Waterford, 1901. – Belgium, Bellevarde-hegyhát, 1915. május 24.) ír gyalogos katona, akit az első világháború legfiatalabb hősi halottjának tartanak. Többen vitatják, hogy valóban ennyire fiatal volt.

## Családja
John és Mary Condon gyerekeként született az írországi Waterfordban. Négy élő testvére (Patrick, Peter, Katie, Margaret) volt. A család többi férfi tagjához hasonlóan palackozóként dolgozott a Sullivan’s Bottling Stores-ban. Kilencéves korában anyja és Katei meghalt gümőkórban. John Condon cipész nagybátyjához, Michael Condonhoz költözött.

## A háborúban
1913. október 24-én jelentkezett katonának a waterfordi toborzóirodában. Halott, szintén John nevű bátyja iratait vitte magával, és azt hazudta, hogy 18 éves. Letette az esküt, majd hat év szolgálatot írt alá. A Királyi Ír Ezred 3. zászlóaljába osztották be. A másnap elvégzett orvosi jelentés szerint mindössze 160 centiméter magas és 53,6 kilogramm súlyú volt. 1915 márciusában Belgiumba hajózták, és bevetették a második Ypres-i ütközetben. Május 24-én a Bellevarde-hegyhátért folyó harcokban elesett. William Sonny Condon, John Condon távoli rokona 2014. november 11-én azt mondta a BBC-nek, hogy a fiatal katona mustárgáztámadásban esett el.
Holttestét 1923-ban exhumálták, és a bakancsán található szám alapján azonosították. Ezután a Poelcapelle katonai temetőben helyezték örök nyugalomra. Az azonosítást segítő bőrdarab ma a waterfordi múzeumban van. A Cathedral Square-en 2014. május 18-án leplezték le a katona 4,3 méter magas, csonka kúp alakú emlékművét, amelyet Pat Cunningham készített. John Condon posztumusz megkapta a Brit Háborús Medált, a Győzelem Medált és az 1914-15 Csillag kitüntetést.